# Irish Cup
Irish Cup är en nationell fotbollsturnering i Nordirland som startade 1880. Den är den fjärde äldsta nationella cupen i hela världen. Innan 1921 deltog lag från hela Irland men efter delning deltar bara lag från Nordirland. Segraren i Irish cup kvalificerar sig för UEFA-cupen.

## Historia och trivia
Irish Cup startade säsongen 1880-81 och den första finalen spelades på mellan Moyola Park och Cliftonville på Cliftonvilles hemmaplan i Belfast den 9 april 1881. Moyola Park vann finalen med 1-0.
Linfield är den mest framgångsrika klubben med 38 vinster och ytterligare 20 finaler.
Larne har nått finalen fem gånger utan att vinna. 
Flest antal mål i en final är 10-1 mellan Linfield och Bohemians 1895.
Glentoran FC har rekordet när det gäller mest segrar i rad med fyra vinster mellan 1985 och 1988.
Sedan 1996 spelas finalen på Windsor Park i Belfast, och sedan 2001 sänds finalen i TV.

## Finaler
| Säsong  | Vinnare            | Resultat                                                          | Finalist                                                          |
| ------- | ------------------ | ----------------------------------------------------------------- | ----------------------------------------------------------------- |
| 1880/81 | Moyola Park        | 1-0                                                               | Cliftonville                                                      |
| 1881/82 | Queen's Island     | 2-1                                                               | Cliftonville                                                      |
| 1882/83 | Cliftonville       | 5-0                                                               | Ulster                                                            |
| 1883/84 | Lisburn Distillery | 5-0                                                               | Wellington Park                                                   |
| 1884/85 | Lisburn Distillery | 2-0                                                               | Limavady                                                          |
| 1885/86 | Lisburn Distillery | 1-0                                                               | Limavady                                                          |
| 1886/87 | Ulster             | 3-0                                                               | Cliftonville                                                      |
| 1887/88 | Cliftonville       | 2-1                                                               | Lisburn Distillery                                                |
| 1888/89 | Lisburn Distillery | 5-4                                                               | YMCA                                                              |
| 1889/90 | Gordon Highlanders | 2-2, 3-1                                                          | Cliftonville                                                      |
| 1890/91 | Linfield           | 4-2                                                               | Ulster                                                            |
| 1891/92 | Linfield           | 7-0                                                               | The Black Watch                                                   |
| 1892/93 | Linfield           | 5-1                                                               | Cliftonville                                                      |
| 1893/94 | Lisburn Distillery | 2-2, 3-2                                                          | Linfield                                                          |
| 1894/95 | Linfield           | 10-1                                                              | Bohemians                                                         |
| 1895/96 | Lisburn Distillery | 3-1                                                               | Glentoran                                                         |
| 1896/97 | Cliftonville       | 3-1                                                               | Sherwood Foresters                                                |
| 1897/98 | Linfield           | 2-0                                                               | St Columb's Hall Celtic                                           |
| 1898/99 | Linfield           | 2-1                                                               | Glentoran                                                         |
| 1899/00 | Cliftonville       | 2-1                                                               | Bohemians                                                         |
| 1900/01 | Cliftonville       | 1-0                                                               | Freebooters                                                       |
| 1901/02 | Linfield           | 5-0                                                               | Lisburn Distillery                                                |
| 1902/03 | Lisburn Distillery | 3-1                                                               | Bohemians                                                         |
| 1903/04 | Linfield           | 5-1                                                               | Derry Celtic                                                      |
| 1904/05 | Lisburn Distillery | 3-0                                                               | Shelbourne                                                        |
| 1905/06 | Shelbourne         | 2-0                                                               | Belfast Celtic                                                    |
| 1906/07 | Cliftonville       | 0-0, 1-0                                                          | Shelbourne                                                        |
| 1907/08 | Bohemians          | 1-1, 3-1                                                          | Shelbourne                                                        |
| 1908/09 | Cliftonville       | 0-0, 2-1                                                          | Bohemians                                                         |
| 1909/10 | Lisburn Distillery | 1-0                                                               | Cliftonville                                                      |
| 1910/11 | Shelbourne         | 0-0, 2-1                                                          | Bohemians                                                         |
| 1911/12 | Linfield           | (Sista kvarvarande klubb då övriga semi-finalister dragit sig ur) | (Sista kvarvarande klubb då övriga semi-finalister dragit sig ur) |
| 1912/13 | Linfield           | 2-0                                                               | Glentoran                                                         |
| 1913/14 | Glentoran          | 3-1                                                               | Linfield                                                          |
| 1914/15 | Linfield           | 1-0                                                               | Belfast Celtic                                                    |
| 1915/16 | Linfield           | 1-1, 1-0                                                          | Glentoran                                                         |
| 1916/17 | Glentoran          | 2-0                                                               | Belfast Celtic                                                    |
| 1917/18 | Belfast Celtic     | 0-0, 0-0, 2-0                                                     | Linfield                                                          |
| 1918/19 | Linfield           | 2-1                                                               | Glentoran                                                         |
| 1919/20 | Shelbourne         | (Finalen spelades ej)                                             | (Finalen spelades ej)                                             |
| 1920/21 | Glentoran          | 2-0                                                               | Glenavon                                                          |
| 1921/22 | Linfield           | 2-0                                                               | Glenavon                                                          |
| 1922/23 | Linfield           | 2-0                                                               | Glentoran                                                         |
| 1923/24 | Queen's Island     | 1-0                                                               | Willowfield                                                       |
| 1924/25 | Lisburn Distillery | 2-1                                                               | Glentoran                                                         |
| 1925/26 | Belfast Celtic     | 3-2                                                               | Linfield                                                          |
| 1926/27 | Ards               | 3-2                                                               | Cliftonville                                                      |
| 1927/28 | Willowfield        | 1-0                                                               | Larne                                                             |
| 1928/29 | Ballymena United   | 2-1                                                               | Belfast Celtic                                                    |
| 1929/30 | Linfield           | 4-3                                                               | Ballymena United                                                  |
| 1930/31 | Linfield           | 3-0                                                               | Ballymena United                                                  |
| 1931/32 | Glentoran          | 2-1                                                               | Linfield                                                          |
| 1932/33 | Glentoran          | 3-1                                                               | Lisburn Distillery                                                |
| 1933/34 | Linfield           | 4-0                                                               | Cliftonville                                                      |
| 1934/35 | Glentoran          | 1-0                                                               | Larne                                                             |
| 1935/36 | Linfield           | 2-0                                                               | Derry City                                                        |
| 1936/37 | Belfast Celtic     | 3-0                                                               | Linfield                                                          |
| 1937/38 | Belfast Celtic     | 2-0                                                               | Bangor                                                            |
| 1938/39 | Linfield           | 2-0                                                               | Ballymena United                                                  |
| 1939/40 | Ballymena United   | 2-0                                                               | Glenavon                                                          |
| 1940/41 | Belfast Celtic     | 1-0                                                               | Linfield                                                          |
| 1941/42 | Linfield           | 3-1                                                               | Glentoran                                                         |
| 1942/43 | Belfast Celtic     | 1-0                                                               | Glentoran                                                         |
| 1943/44 | Belfast Celtic     | 3-1                                                               | Linfield                                                          |
| 1944/45 | Linfield           | 4-2                                                               | Glentoran                                                         |
| 1945/46 | Linfield           | 3-0                                                               | Lisburn Distillery                                                |
| 1946/47 | Belfast Celtic     | 1-0                                                               | Glentoran                                                         |
| 1947/48 | Linfield           | 3-0                                                               | Coleraine FC                                                      |
| 1948/49 | Derry City         | 1-0                                                               | Glentoran                                                         |
| 1949/50 | Linfield           | 2-1                                                               | Lisburn Distillery                                                |
| 1950/51 | Glentoran          | 3-1                                                               | Ballymena United                                                  |
| 1951/52 | Ards               | 1-0                                                               | Glentoran                                                         |
| 1952/53 | Linfield           | 5-0                                                               | Coleraine                                                         |
| 1953/54 | Derry City         | 2-2, 0-0, 1-0                                                     | Glentoran                                                         |
| 1954/55 | Dundela            | 3-0                                                               | Glenavon                                                          |
| 1955/56 | Lisburn Distillery | 2-2, 0-0, 1-0                                                     | Glentoran                                                         |
| 1956/57 | Glenavon           | 2-0                                                               | Derry City                                                        |
| 1957/58 | Ballymena United   | 2-0                                                               | Linfield                                                          |
| 1958/59 | Glenavon           | 1-1, 2-0                                                          | Ballymena United                                                  |
| 1959/60 | Linfield           | 5-1                                                               | Ards                                                              |
| 1960/61 | Glenavon           | 5-1                                                               | Linfield                                                          |
| 1961/62 | Linfield           | 4-0                                                               | Portadown FC                                                      |
| 1962/63 | Linfield           | 2-1                                                               | Lisburn Distillery                                                |
| 1963/64 | Derry City         | 2-0                                                               | Glentoran                                                         |
| 1964/65 | Coleraine          | 2-1                                                               | Glenavon                                                          |
| 1965/66 | Glentoran          | 2-0                                                               | Linfield                                                          |
| 1966/67 | Crusaders          | 3-1                                                               | Glentoran                                                         |
| 1967/68 | Crusaders          | 2-0                                                               | Linfield                                                          |
| 1968/69 | Ards               | 0-0, 4-2                                                          | Lisburn Distillery                                                |
| 1969/70 | Linfield           | 2-1                                                               | Ballymena United                                                  |
| 1970/71 | Lisburn Distillery | 3-0                                                               | Derry City                                                        |
| 1971/72 | Coleraine          | 2-1                                                               | Portadown                                                         |
| 1972/73 | Glentoran          | 3-2                                                               | Linfield                                                          |
| 1973/74 | Ards               | 2-1                                                               | Ballymena United                                                  |
| 1974/75 | Coleraine          | 1-1, 0-0, 1-0                                                     | Linfield                                                          |
| 1975/76 | Carrick Rangers    | 2-1                                                               | Linfield                                                          |
| 1976/77 | Coleraine          | 4-1                                                               | Linfield                                                          |
| 1977/78 | Linfield           | 3-1                                                               | Ballymena United                                                  |
| 1978/79 | Cliftonville       | 3-2                                                               | Portadown                                                         |
| 1979/80 | Linfield           | 2-0                                                               | Crusaders                                                         |
| 1980/81 | Ballymena United   | 1-0                                                               | Glenavon                                                          |
| 1981/82 | Linfield           | 2-1                                                               | Coleraine                                                         |
| 1982/83 | Glentoran          | 1-1, 2-1                                                          | Linfield                                                          |
| 1983/84 | Ballymena United   | 4-1                                                               | Carrick Rangers                                                   |
| 1984/85 | Glentoran          | 1-1, 1-0                                                          | Linfield                                                          |
| 1985/86 | Glentoran          | 4-1                                                               | Coleraine                                                         |
| 1986/87 | Glentoran          | 1-0                                                               | Larne                                                             |
| 1987/88 | Glentoran          | 1-0                                                               | Glenavon                                                          |
| 1988/89 | Ballymena United   | 1-0                                                               | Larne                                                             |
| 1989/90 | Glentoran          | 3-0                                                               | Portadown                                                         |
| 1990/91 | Portadown          | 2-1                                                               | Glenavon                                                          |
| 1991/92 | Glenavon           | 2-1                                                               | Linfield                                                          |
| 1992/93 | Bangor             | 1-1 fl, 1-1 fl , 1-0 fl                                           | Ards                                                              |
| 1993/94 | Linfield           | 2-0                                                               | Bangor                                                            |
| 1994/95 | Linfield           | 3-1                                                               | Carrick Rangers                                                   |
| 1995/96 | Glentoran          | 1-0                                                               | Glenavon                                                          |
| 1996/97 | Glenavon           | 1-0                                                               | Cliftonville                                                      |
| 1997/98 | Glentoran          | 1-0 fl                                                            | Glenavon                                                          |
| 1998/99 | Portadown          | wo                                                                | Cliftonville (diskvalificerade)                                   |
| 1999/00 | Glentoran          | 1-0                                                               | Portadown                                                         |
| 2000/01 | Glentoran          | 1-0 fl                                                            | Linfield                                                          |
| 2001/02 | Linfield           | 2-1                                                               | Portadown                                                         |
| 2002/03 | Coleraine          | 1-0                                                               | Glentoran                                                         |
| 2003/04 | Glentoran          | 1-0                                                               | Coleraine                                                         |
| 2004/05 | Portadown          | 5-1                                                               | Larne                                                             |
| 2005/06 | Linfield           | 2-1                                                               | Glentoran                                                         |
| 2006/07 | Linfield           | 2-2 fl (3-2)st                                                    | Dungannon Swifts                                                  |
| 2007/08 | Linfield           | 2-1                                                               | Coleraine                                                         |
| 2008/09 | Crusaders          | 1-0                                                               | Cliftonville                                                      |
| 2009/10 | Linfield           | 2-1                                                               | Portadown                                                         |
| 2010/11 | Linfield           | 2-1                                                               | Crusaders                                                         |
| 2011/12 | Linfield           | 4-1                                                               | Crusaders                                                         |
| 2012/13 | Glentoran          | 3-1 fl                                                            | Cliftonville                                                      |
| 2013/14 | Glenavon           | 2-1                                                               | Ballymena United                                                  |
| 2014/15 | Glentoran          | 1-0                                                               | Portadown                                                         |
| 2015/16 | Glenavon           | 2-0                                                               | Linfield                                                          |
| 2016/17 | Linfield           | 3-0                                                               | Coleraine                                                         |
| 2017/18 | Coleraine          | 3-1                                                               | Cliftonville                                                      |
| 2018/19 | Crusaders          | 3-0                                                               | Ballinamallard United                                             |

## Cup statistik per klubb
| Klubb                              | Titlar | Finalist | År för vinst: |
| ---------------------------------- | ------ | -------- | --- |
| Linfield FC                        | 43     | 21       | 1890/91, 1891/92, 1892/93, 1894/95, 1897/98, 1898/99, 1901/02, 1903/04, 1911/12, 1912/13, 1914/15, 1915/16, 1918/19, 1921/22, 1922/23, 1929/30, 1930/31, 1933/34, 1935/36, 1938/39, 1941/42, 1944/45, 1945/46, 1947/48, 1949/50, 1952/53, 1959/60, 1961/62, 1962/63, 1969/70, 1977/78, 1979/80, 1981/82, 1993/94, 1994/95, 2001/02, 2005/06, 2006/07, 2007/08, 2009/10, 2010/11, 2011/12, 2016/17 |
| Glentoran FC                       | 22     | 19       | 1913/14, 1916/17, 1920/21, 1931/32, 1932/33, 1934/35, 1950/51, 1965/66, 1972/73, 1982/83, 1984/85, 1985/86, 1986/87, 1987/88, 1989/90, 1995/96, 1997/98, 1999/00, 2000/01, 2003/04, 2012/13, 2014/15 |
| Lisburn Distillery F.C.            | 12     | 7        | 1883/84, 1884/85, 1885/86, 1888/89, 1893/94, 1895/96, 1902/03, 1904/05, 1909/10, 1924/25, 1955/56, 1970/71 |
| Cliftonville FC (1999 ej inräknat) | 8      | 12       | 1882/83, 1887/88, 1896/97, 1899/00, 1900/01, 1906/07, 1908/09, 1978/79 |
| Belfast Celtic                     | 8      | 4        | 1917/18, 1925/26, 1936/37, 1937/38, 1940/41, 1942/43, 1943/44, 1943/44 |
| Glenavon FC                        | 7      | 10       | 1956/57, 1958/59, 1960/61, 1991/92, 1996/97, 2013/14, 2015/16 |
| Ballymena United FC                | 6      | 9        | 1928/29, 1939/40, 1957/58, 1980/81, 1983/84, 1988/89 |
| Coleraine FC                       | 6      | 7        | 1964/65, 1971/72, 1974/75, 1976/77, 2002/03, 2017/18 |
| Crusaders FC                       | 4      | 3        | 1966/67, 1967/68, 2008/09, 2018/19 |
| Ards FC                            | 4      | 2        | 1926/27, 1951/52, 1968/69, 1973/74 |
| Portadown FC                       | 3      | 8        | 1990/91, 1998/99, 2004/05 |
| Derry City FC                      | 3      | 3        | 1948/49, 1953/54, 1963/64 |
| Shelbourne FC                      | 3      | 3        | 1905/06, 1910/11, 1919/20 |
| Queen's Island FC                  | 2      | -        | 1881/82, 1923/24 |
| Bohemians FC                       | 1      | 5        | 1907/08 |
| Bangor FC                          | 1      | 2        | 1992/93 |
| Carrick Rangers FC                 | 1      | 2        | 1975/76 |
| Ulster FC                          | 1      | 2        | 1886/87 |
| Willowfield FC                     | 1      | 1        | 1927/28 |
| Dundela FC                         | 1      | -        | 1954/55 |
| Gordon Highlanders Regiment FC     | 1      | -        | 1889/90 |
| Moyola Park FC                     | 1      | -        | 1880/81 |
| Larne FC                           | -      | 5        | - |
| Derry Celtic FC                    | -      | 2        | - |
| Limavady United FC                 | -      | 2        | - |
| Ballinamallard United FC           | -      | 1        | - |
| Dungannon Swifts FC                | -      | 1        | - |
| Freebooters FC                     | -      | 1        | - |
| Sherwood Foresters                 | -      | 1        | - |
| St Columb's Hall Celtic            | -      | 1        | - |
| The Black Watch                    | -      | 1        | - |
| Wellington Park FC                 | -      | 1        | - |
| YMCA FC                            | -      | 1        | - |